# Dieter Dietze
Dieter Dietze (* 27. Dezember 1937 in Leipzig; † 28. Februar 2000 in Neukirchen) war ein deutscher Bildhauer und Metallplastiker.

## Leben und Werk

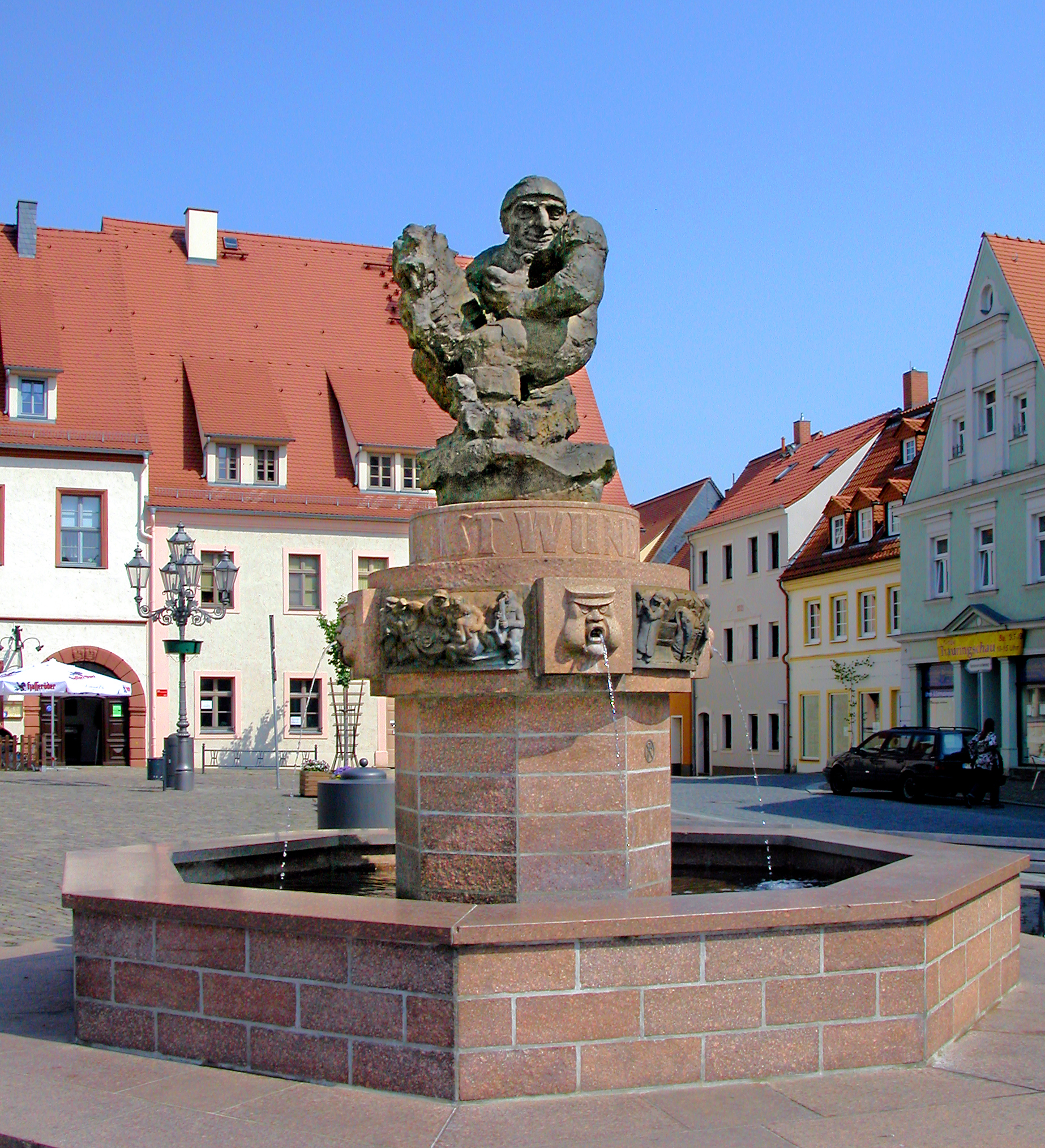
Ringelnatz-Brunnen auf dem Markt in Wurzen, 1983 zum 100. Geburtstag des Dichters Joachim Ringelnatz errichtet. Gemeinschaftsarbeit der Leipziger Bildhauer Dieter Dietze und Hartmut Klopsch

Dietze absolvierte von 1952 bis 1955 am Landesmuseum für Vor- und Frühgeschichte Dresden und an der Staatlichen Porzellanmanufaktur Meißen eine Lehre als Keramikmodelleur und Präparator. Von 1955 bis 1959 studierte er bei Hellmuth Chemnitz an der Fachschule für angewandte Kunst Leipzig und von 1959 bis 1964 bei Walter Arnold, Gerd Jaeger und Gerhard Kettner an der Hochschule für Bildende Künste Dresden. Für sein Diplom schuf er eine lebensgroße Karl-Liebknecht-Skulptur. Ab 1964 arbeitete Dietze in Leipzig und ab 1993 in Neukirchen als freischaffender Künstler.
1967 war er in seiner Funktion als Vorsitzender der Sektion Bildhauer des Verbands Bildender Künstler der DDR einer der Diskussionsredner auf der 5. Sitzung des Staatsrats der DDR, die unter dem Motto „Die Aufgaben der Kultur bei der Entwicklung der sozialistischen Menschengemeinschaft“ stattfand.
1981 beteiligte er sich mit weiteren acht Bildhauern auf dem Gelände des Leipziger Zoos am I. Internationalen Leipziger Bildhauer-Pleinair, das er auch leitete. 1983 nahm er am Bildhauersymposium Lindabrunn teil.
Dietze schuf in der DDR u. a. eine Anzahl plastischer Darstellungen von Persönlichkeiten, die als politische Vorbilder galten, u. a. von Alfred Frank (1986), Albert Kuntz (Wurzen, Stadtpark), Lenin (1963; Delitzsch, vormals Beerendorfer Straße; nach dem Ende der DDR entfernt), Walter Münze (1970) und Karl Liebknecht (u. a. eine Porträtbüste für die Liebknecht-Gedenkstätte in Leipzig; Bronze, Höhe: 58 cm), aber auch den Ringelnatz-Brunnen auf dem Marktplatz Wurzen (Bronze auf Granit, 1983; mit Hartmut Klopsch).
Neben Porträts schuf Dietze auch Akte und Gruppen. In seinem späteren Werk ging er zu abstrakten Figurationen über. Als Material setzte er Bronze, Stein, Holz und Chrom-Nickel-Stahl-Verbindungen ein.
Dietze war auch ein bedeutender Medaillenkünstler. Von 1992 bis 1996 beteiligte er sich an mehreren Ausstellungen der internationalen Medaillengesellschaft FIDEM.
Arbeiten Dietzes befinden sich u. a. im Münzkabinett Berlin, in der Neuen Sächsischen Galerie Chemnitz und in der Kunsthalle der Sparkasse Leipzig.

## Weitere Werke (Auswahl)

### Plastiken
- Wurzel und Helm (Chrom-Nickel-Stahl, H 13 × B 13,5 × T 13,5 cm, 1991; Kunsthalle der Sparkasse Leipzig)[6]
- Gedrücktes Rohr (Chrom-Nickel-Stahl, 1992; Kunsthalle der Sparkasse Leipzig)[7]

### Medaillen und Medaillons
- Bruch des Zentralismus (Chrom-Nickel-Stahl, gegossen, 1989; Münzkabinett Berlin)[8]
- Hieronymus Lotter (Bronze, um 1997; Vergabe zum gleichnamigen Denkmalspreis)[9]

## Ausstellungsbeteiligungen (unvollständig)
- 1965, 1972, 1979 und 1985: Leipzig, Bezirkskunstausstellungen
- 1970: Berlin, Altes Museum („Im Geiste Lenins“)
- 1971: Berlin, Altes Museum („Das Antlitz der Arbeiterklasse in der bildenden Kunst der DDR“)
- 1972/1973 und 1987/1988: Dresden, VII. und X. Kunstausstellung der DDR
- 1979: Berlin, Altes Museum („Weggefährden – Zeitgenossen. Bildende Kunst aus 3 Jahrzehnten “)
- 1981: Dresden („25 Jahre NVA“)
- 1982: Leipzig, Museum der Bildenden Künste („Selbstbildnisse Leipziger Künstler“)
- 1984: Leipzig, Museum der bildenden Künste („Kunst in Leipzig 1949 -1984“)
- 1990/1991: München, Berlin und Bonn („Aufbruch – Durchbruch. Zeitzeichen in der deutschen Medaillenkunst“)

## Mitgliedschaften
- bis 1990: Verband Bildender Künstler der DDR, dort von 1967 bis 1974 Vorsitzender der Sektion Bildhauer
- ab 1990 Bund Bildender Künstler Leipzig
- ab 1992: Deutsche Gesellschaft für Medaillenkunst